# Supinić
Supinić je majhen nenaseljen otoček v Jadranskem morju in del otočja Brioni ob istrski obali. Pripada Hrvaški.
Otok administrativno pripada javnemu zavodu narodnega parka Brioni Občine Pula v istrski regiji.